# Funeral Mourning
Funeral Mourning var en australisk musikgrupp inom genrerna depressive suicidal black metal och funeral doom metal, aktiv från 2005 till 2017. Gruppens låtar behandlar ämnen som depression, självmord, ensamhet, döden samt själens mörker.

## Medlemmar
Tidigare medlemmar
- Mitchell "Desolate" Keepin – sång, samtliga instrument
- Lurker – trummor

## Diskografi
Studioalbum
- Drown in Solitude (2006)
- Inertia of Dissonance (A Sermon in Finality) (2016)

Övrigt
- Emission Through Self Infliction (2007; split med Kilte)
- Descent – MMXV (2015; demo)
- Pallid Coffin Spirit (2016; demo)
- Left Seething Yet Unspoken / Veneration of Broken Worlds (2017; EP)
- Descent – Left Seething (2021; samlingsalbum)